# Electra (hvězda)
Electra je jméno hvězdy 17 Tauri z hvězdokupy Plejády v souhvězdí Býka. Má zdánlivou hvězdnou velikost +3,70 mag a patří ke spektrální třídě B6III. Od Země je vzdálena asi 400 světelných let.
Nastávají u ní, stejně jako u ostatních hvězd Plejád, příležitostně zákryty Měsícem. Poslední zákryt planetou nastal dne 9. května 1841, kdy hvězdu zakryla planeta Venuše.
Je pojmenována podle Élektry, jedné ze sedmi starořeckých bohyní nazývaných Plejády.